# Lei Sheng
Pour les articles homonymes, voir Sheng (homonymie).
Lei Sheng est un escrimeur chinois né le 7 mars 1984 à Tianjin. Il tire au fleuret.
Il est le premier escrimeur chinois à remporter une médaille olympique au fleuret masculin, lors des Jeux olympiques d'été de 2012 à Londres, en montant sur la plus haute marche du podium. Il est nommé porte-drapeau pour les Jeux de 2016 et aura donc l'honneur de conduire la délégation chinoise durant le défilé d'ouverture.

## Palmarès
- Jeux olympiques
  -  Champion olympique aux Jeux olympiques d'été de 2012 à Londres
- Championnats du monde d'escrime
  -  Médaille d'or par équipes aux championnats du monde d'escrime 2011 à Catane
  -  Médaille d'or par équipes aux championnats du monde d'escrime 2010 à Paris
  -  Médaille d'argent aux championnats du monde d'escrime 2010 à Paris
  -  Médaille de bronze aux championnats du monde d'escrime 2006 à Turin
  -  Médaille de bronze aux championnats du monde d'escrime 2007 à Saint-Pétersbourg